# Lilaeopsis polyantha
Lilaeopsis polyantha är en flockblommig växtart som först beskrevs av Michel Gandoger, och fick sitt nu gällande namn av Hansjörg Eichler. Lilaeopsis polyantha ingår i släktet kryptungesläktet, och familjen flockblommiga växter. Inga underarter finns listade i Catalogue of Life.